# إيثر

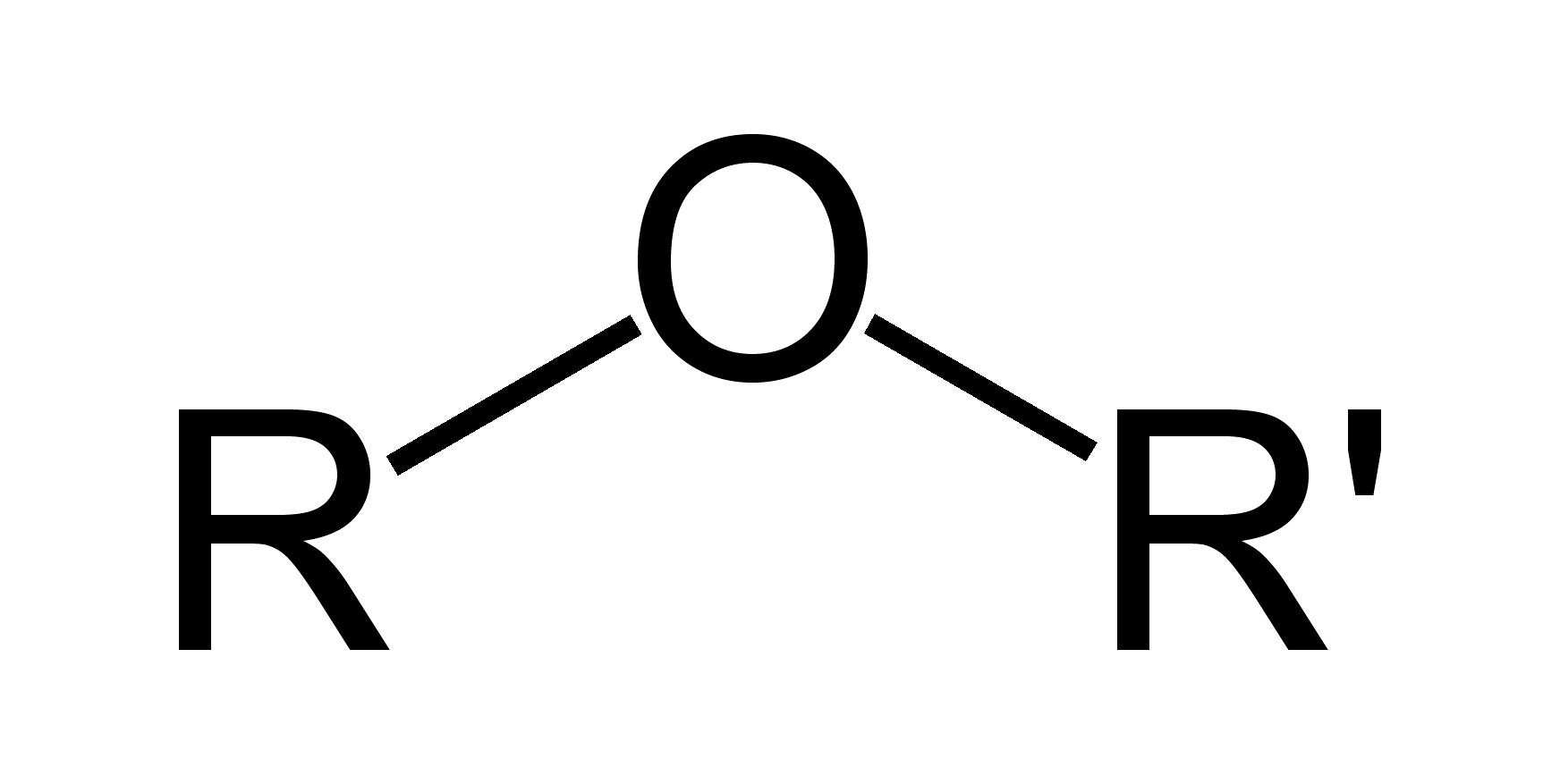
التركيب العام للإيثر

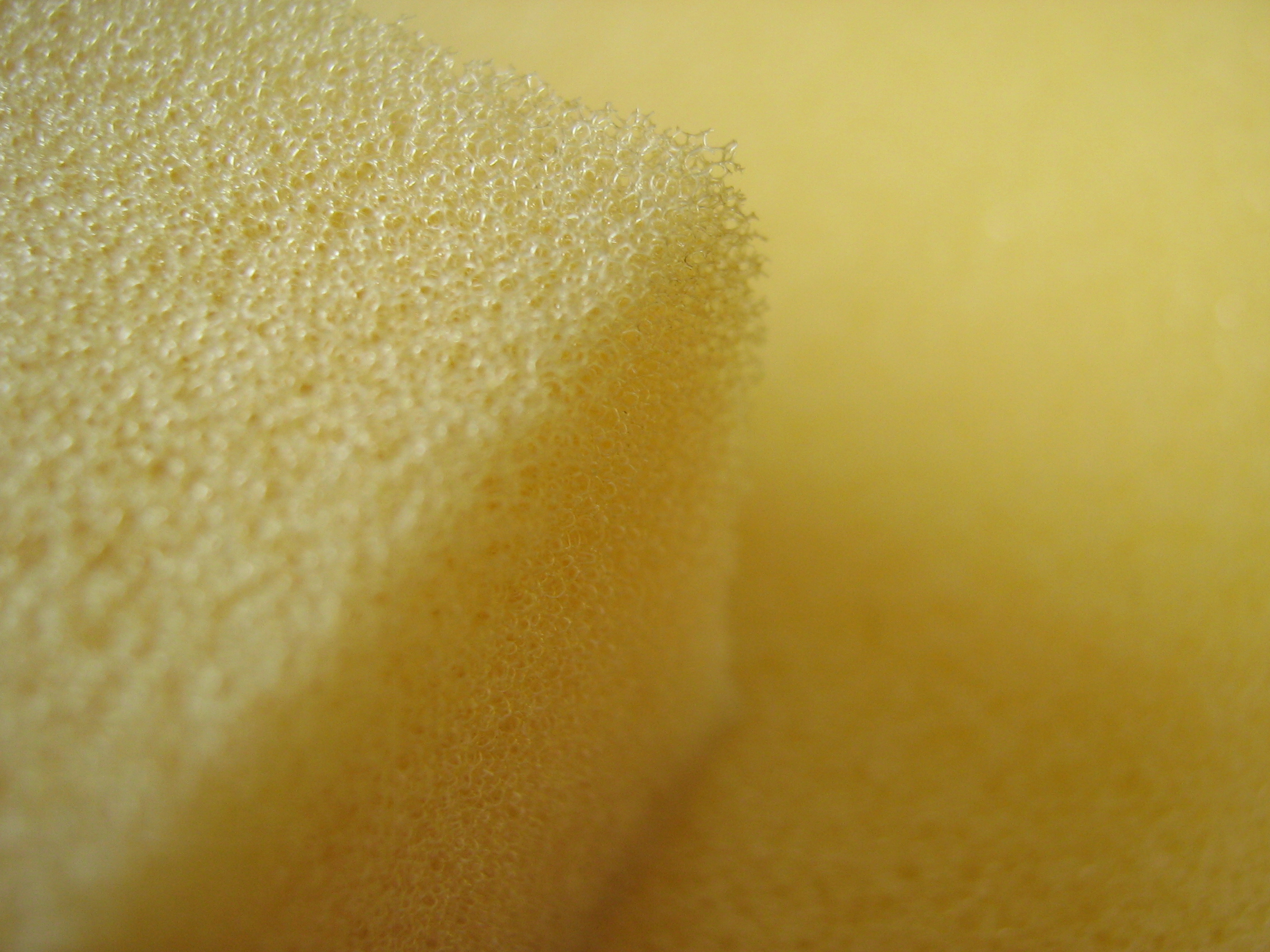
رغوة متعدد إيثر

الإيثر اسم لنوع من المركبات العضوية يحتوي مجموعة وظيفية إيثرية وهي ذرة أكسجين متصلة بمجموعتي ألكيل وظيفيتين.
من أمثلة هذه المركبات : ثنائي إيثيل الإيثر (يدعى أيضاً إيثوكسي الإيثان) الذي له الصيغة CH3-CH2-O-CH2-CH3.

## التفاعلات العضوية

### الاصطناع
يمكن تحضيرها بعدة طرق مخبرية:
- نزع الماء Dehydration من الأغوال:

R-OH + R-OH → R-O-R + H2O
التفاعل المباشر يحتاج شروطا قاسية (حرارة ووساطة حامضية) ولا يمكن تطبيقه عادة. لأن مثل هذه الشروط قد تخرب بعض بنى الوظائف العضوية الأخرى.لذلك نعمد لطرق أخف شروطا غالبا.
- إزاحة محبة للنواة Nucleophilic displacement لهاليد الألكيل عن طريق الألكة كسيدات.

R-O- + R-X → R-O-R + هاليد
هذا التفاعل يدعى اصطناع إيثر ويليامسون Williamson ether synthesis. وهو يتضمن معالجة غول بأساس قوي لتشكيل شرسبة anion ألكوكسيد يتلوها إضافة مركب أليفاتي مناسب يحمل زمرة مغادرة leaving group مثل (R-X). المجموعات المغادرة (X) تتضمن يوديد، بروميد، سلفونات.
هذه الطريقة لا تعمل إذا كان R أروماتي مثل بروم البنزن. وبشكل مشابه، هذه الطريقة تعطي فقط الناتج الأفضل من أجل الكربونات الأولية، حيث ان الكربونات الثانوية تخضع لتفاعل حذف E2 عند التعرض لشرسبات اللكوكسيد الأساسية المستخدمة في التفاعل. ايثرات الأريل يمكن أن تحضر في تكاثف أولمان Ullmann condensation.
- إضافة محبة للإلكترونات للأغوال إلى الألكينات

R2C=CR2 + R-OH → R2CH-C(-O-R)-R2
الوسيط الحمضي مطلوب في هذا التفاعل:
تتراهيدرو بيرانيل إيثريستخدم كزمر حامية من اجل الأغوال alcohols.

### التفاعلات
الإيثرات عادة قليلة التفاعل
- حلمهة.

تتم حلمهة الإيثرات فقط تحت شروط قاسية مثل الحرارة والتسخين مع ثلاثي بروميد البورون أو الغلي في حمض بروم الماء. الحموض المعدنية الأخف التي تحوي هالوجين مثل حمض كلور الماء hydrochloric acidيمكن ان تكسر الإيثر أيضا لكن ببطء.
حمض بروم الماء وحمض يود الماء هما الوحيدان اللذان يقومان بتفاعل التحطيم... بوساطة كلوريد الألومنيوم.
- إزاحة محبة للنواة Nucleophilic displacement :

الإيبوكسيدات أو الإيثرات الحلقية في الحلقات الثلاثية، حساسة جدا للهجوم المحب للنواة nucleophilic attack وهي فعالة كثيرا بهذا الشكل.
- تشكل البيروكسيد :

الإيثرات الأولية والثانوية مع مجموعة CH تلي أكسجين الإيثر تشكل بيروكسيدات عضوية متفجرة (مثلا بيروكسيد دي إيثيل إيثر diethyl ether peroxide) بوجود الأكسجين، الضوء، ومعدن وشوائب من ألدهيد. لهذا السبب يتم تجنب الإيثرات مثل دي إيثيل إيثر وTHF كمذيبات في العمليات الصناعية.

## اقرأ أيضاً
- سيليل الإيثر
- إيثر البترول
- 2-إيثوكسي إيثانول